# Orizovo
Orizovo (Bulgaars: Оризово) is een dorp in de Bulgaarse oblast Stara Zagora. Het dorp is administratief onderdeel van de gemeente Bratja Daskalovi en ligt hemelsbreed ongeveer 44 km ten zuidwesten van Stara Zagora.

## Bevolking
Volgens het Nationaal Statistisch Instituut van Bulgarije telde het dorp 1.454 inwoners in december 2019, een lichte stijging vergeleken met de volkstelling van 2011, maar een daling vergeleken met het maximum van 2.214 inwoners in 1946.
|  |

De bevolking bestaat grotendeels uit etnische Bulgaren, maar er wonen ook grote aantallen etnische Turken en etnische Roma.
| Etnische samenstelling van de respondenten (2011) | Etnische samenstelling van de respondenten (2011) | Etnische samenstelling van de respondenten (2011) | Etnische samenstelling van de respondenten (2011) | Etnische samenstelling van de respondenten (2011) |
| ------------------------------------------------- | ------------------------------------------------- | ------------------------------------------------- | ------------------------------------------------- | ------------------------------------------------- |
|                                                   |                                                   |                                                   |                                                   |                                                   |
| Bulgaren                                          | Bulgaren                                          |                                                   | 71,8%                                             | 71,8%                                             |
| Turken                                            | Turken                                            |                                                   | 19,0%                                             | 19,0%                                             |
| Roma                                              | Roma                                              |                                                   | 8,3%                                              | 8,3%                                              |
| Anders/Onbekend                                   | Anders/Onbekend                                   |                                                   | 0,9%                                              | 0,9%                                              |